# Soldi in nero
Soldi in nero è un singolo dei rapper italiani Shiva e Sfera Ebbasta, pubblicato il 28 novembre 2019.

## Descrizione
La traccia è prodotta da Charlie Charles, frequente collaboratore di Sfera Ebbasta. È stata annunciata il 26 novembre tramite i profili Instagram dei due artisti.

## Tracce
1. Soldi in nero – 3:03

## Classifiche
| Classifica (2019) | Posizione massima |
| ----------------- | ----------------- |
| Italia            | 2                 |